# Gunnar Tolnæs
Gunnar Tolnæs (7. december 1879 – 9. november 1940) var en norsk skuespiller.
Han scenedebuterede i 1906 og havde derefter en lang teaterkarriere på mange forskellige norske teatre, og gæsteoptræden også i København.
Han filmdebuterede i 1914 i en svenskproduceret stumfilm. I 1915 kom han til Nordisk Film i Danmark hvor han afløste Valdemar Psilander som selskabets hovedstjerne. I alt medspillede han i 27 danske stumfilm.

## Filmografi
| - Bröderna (som Georg, äldre bror; instruktør Mauritz Stiller, 1914; svensk produktion) - Gatans barn (som Karl Sterner, journalist; instruktør Victor Sjöström, 1914; svensk produktion) - Halvblod (som Ryttmästare von Stah; instruktør Victor Sjöström, 1914; svensk produktion) - En av de många (1915; svensk produktion) - När konstnärer älska (som Ernst Lycke, ung konstnär; instruktør Mauritz Stiller, 1915; svensk produktion) - Doktor X (som Doktor Voluntas; instruktør Robert Dinesen, 1915) - Sjæletyven (som Jurian Fox, detektiv; instruktør Holger-Madsen, 1916) - Lyset og Livet (som Karl Diemer, proprietær og mølleejer; instruktør Robert Dinesen, 1916) - Maharadjahens Yndlingshustru I (som Indisk maharaja; instruktør Robert Dinesen, 1917) - Pjerrot (som Jean Riot; instruktør Hjalmar Davidsen, 1917) - Fjeldpigen (som Georges Wallery; instruktør Eduard Schnedler-Sørensen, 1917) - Den mystiske Tjener (som Jack Milton, detektiv; instruktør A.W. Sandberg, 1917) - Den Retfærdiges Hustru (som Stein, dommer; instruktør A.W. Sandberg, 1917) - Livets Gøglerspil (som Erik Berndt, arkitekt; instruktør Holger-Madsen, 1917) - Himmelskibet (som Avanti Planetaros, marinekaptajn; instruktør Holger-Madsen, 1918) - Folkets Ven (som Ernst Kamp, typograf; instruktør Holger-Madsen, 1918) - Mands Vilje (som Frantz Fabricius, ingeniør; instruktør Robert Dinesen, 1918) - Hendes Helt (som Knud Rosen; instruktør Holger-Madsen, 1919) | - Lykkelandet (som Lord Tristrem Ronwen Waux; instruktør Emanuel Gregers, 1919) - Maharadjahens Yndlingshustru II (som Maharajahen; instruktør August Blom, 1919) - Stodderprinsessen (som finansagent; instruktør A.W. Sandberg, 1920) - Gudernes Yndling (som Freddy Hurst, amerikansk digter; instruktør Holger-Madsen, 1920) - Prometheus I-II (som Hogan Ford, milliardær; instruktør August Blom, 1921) - Kan disse Øjne lyve? (som Dr. jur. Grev Egil Trolle: instruktør A.W. Sandberg, 1921) - Hans gode Genius (som Victor Albert, billedhugger; instruktør August Blom, 1922) - Præsten i Vejlby (som Erik Sørensen, herredsfoged; instruktør August Blom, 1922) - Lille Dorrit (som Arthur Clennam; instruktør A.W. Sandberg, 1924) - Wienerbarnet (som Jørgen Wedel; instruktør A.W. Sandberg, 1924) - Kærligheds-Øen (som Charles Holm, skibsreder; instruktør A.W. Sandberg, 1924) - Min Ven Privatdetektiven (som Arne Falk, herredsfuldmægtig; instruktør A.W. Sandberg, 1924) - Hennes lilla majestät (som Pastor; instruktør Sigurd Wallén, 1925; svensk produktion) - Det sovende Hus (som Richard Torp; instruktør Guðmundur Kamban, 1926) - Maharajahens Yndlingshustru (som Maharajahen af Radhpur; instruktør A.W. Sandberg, 1926) |